# Kindling-effekt
Kindling-effekten er en neurologisk tilstand, der stammer fra gentagne abstinensepisoder fra bedøvende-hypnotiske stoffer såsom alkohol og benzodiazepiner. Hvert afvænningsforsøg medfører mere alvorlige abstinenser end de tidligere forsøg. Individer, der har haft mange abstinensepisoder, har en øget risiko for meget alvorlige abstinenser, heriblandt krampeanfald og død. Ordet "kindling" stammer fra engelsk hvor det beskriver optændingsbrænde og lignende mindre, brændbart materiale, der kan antænde og forårsage en stor brand. Det bruges også om kindling-modellen, der specifikt omhandler krampeanfalds påvirkning af hjernen. I 1969 blev det påvist at gentagne elektriske stimuli førte til større følsomhed for krampefremkaldende stimuli.